# 차진영
차진영(1971년 1월 2일 ~ )은 대한민국의 싱어송라이터이자 음악 프로듀서이다.

## 이력
1989년 언더그라운드 라이브 클럽에서 솔로 록 가수 첫 데뷔를 하였고 1993년에는 프로젝트 옴니버스 앨범에 참여하였으며 1994년 MBC 문화방송 TV 드라마 《종합병원》 OST 음반에 참여하였고 1996년 《차진영 1집》을 발표하였으며 1998년 KBS 한국방송공사 2TV 드라마 《종이학》 OST 음반에 참여하였고 1999년 12월부터 2002년 12월까지 해군 군악대 사병 복무하였으며 《단적비연수》(설경구 주연 영화로 황상준이 음악감독을 맡은 작품)OST에도 참여하였다.

## 디스코그래피

### 정규 앨범
- 1996년 《차진영 1집》
- 1999년 《차진영 2집》
- 2001년 《차진영 3집》
- 2014년 《차진영 4집》
- 2016년 《차진영 5집》